# 사구체 (신경해부학)
뇌에서 사구체(corpora quadrigemina. 라틴어로 "사중체")는 중간뇌의 등쪽 부분의 중간뇌 덮개에 위치한 네 개의 둔덕(두 개의 아래둔덕, 두 개의 위둔덕)이다. 이들은 각각 아래둔덕(inferior colliculus)과 위둔덕(superior colliculus)으로 명명된다.
사구체는 시각과 청각과 관련된 반사 센터이다. 이는 백질에 흩어져 있는 신경세포(회색질) 그룹으로 구성된다. 기본적으로 전뇌와 후뇌를 연결한다. 그것은 안구 운동과 청각 반응의 반사 센터인 4개의 사구체를 가지고 있다. 사구체의 윗부분을 상구(superior colliculi), 아래 부분을 하구(inferior colliculi)라 한다.

## 같이 보기
- 사구체 (glomerulus)
- 아래둔덕 (inferior colliculus, 하구)
- 덮개앞구역 (pretectal area, pretectum)
- 뒤판 (tegmentum)
- 중간뇌#덮개 (tectum)
- 시상밑부 (subthalamus, 시상저부)
- 시상상부 (epithalamus)
- 양산 세포 (parasol cell, M 세포)
- 위올리브복합체 (superior olivary complex, 상올리브복합체, superior olivary nucleus, 위올리브핵, 상올리브핵)
- 아래올리브핵 (inferior olivary nucleus, 하올리브핵)